# Lothar Breidbach zu Bürresheim
Lothar Reichsfreiherr von Breidbach zu Bürresheim OSB (* 6. August 1724 in Nieder-Olm als Friedrich Ignaz Reichsfreiherr von Breidbach zu Bürresheim; † 7. Juli 1794 in Fulda) war ein deutscher Geistlicher.

## Leben

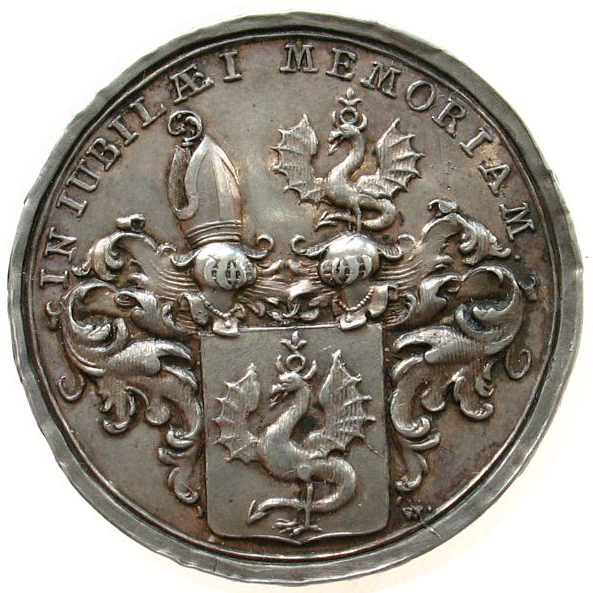
Gedenkmedaille mit Wappen zum Goldenen Ordensjubiläum 1792

Breidbach zu Bürresheim war der Sohn von Anselm Franz von Breidbach zu Bürresheim und dessen Ehefrau Maria Sophia von Rotenhan. Er empfing mit sieben Jahren am 28. April 1732 in Mainz die Tonsur. Im Anschluss wurde er in Mainz als Benediktiner ausgebildet. Am 8. September 1742 trat er in die Benediktiner-Reichsabtei Fulda ein. Am 15. September 1743 legte er die Profess ab. Am 9. März 1748 empfing er die Diakonweihe und am 1. März 1749 die Priesterweihe. Im Anschluss lebte er als Priestermönch in Fulda.
1759 wurde er in das Domkapitel aufgenommen und war von 1760 bis 1766 Präsident der Hofrentkammer. 1766 wurde ihm die fuldische Propstei Holzkirchen in Mainfranken verliehen. 1775 verzichtete er auf die Propstei Holzkirchen und übernahm die Propstei Petersberg östlich von Fulda.
Am 9. März 1778 wurde er als Nachfolger von Weihbischof Ermenold von Piesport zum Dekan des Fuldaer Domkapitels ernannt. Gleichzeitig wurde ihm die damit verbundene Propstei Neuenberg (Andreasberg) verliehen.
Am 1. Juni 1778 ernannte Papst Pius VI. ihn zum Titularbischof von Ierichus und Weihbischof in Fulda. Daniel Johann Anton von Gebsattel, Weihbischof in Würzburg, spendete ihm am 29. Juni 1778 die Bischofsweihe. Mitkonsekratoren waren Franz Anton Xaver von Scheben, Weihbischof in Worms, und Johann Georg Joseph von Eckart, Weihbischof in Mainz. Er wirkte unter den Fuldaer Äbten und Fürstbischöfen Heinrich von Bibra und Adalbert von Harstall. 1792 wurde anlässlich seines 50-jährigen Klostereintritts eine Silbermedaille geprägt.